# Cloroform deuterat
El cloroform deuterat (CDCl₃), és un isotopòleg del cloroform (CHCl₃) en què a la posició d'hidrogen s'ha reemplaçat l'isòtop de proti ("H") per un de deuteri ("D"). El cloroform deuterat s'utilitza comunament com a solvent en l'espectroscopia de ressonància magnètica nuclear (RMN) de molècules orgàniques.
En l'espectroscopia de (RMN) de protons, el deuteri no presenta cap pic gran que interfereixi, mentre que el proti (isòtop 1 i més comú de l'hidrogen) presenta un gran pic a l'espectre. En la RMN de carboni-13, el carboni present en el cloroform mostra un triplet a un desplaçament químic de 77 ppm amb els tres pics d'una mida semblant. Aquest senyal es fa servir sovint com a referència per identificar els desplaçaments químics en la tècnica de RMN.